# John Keill

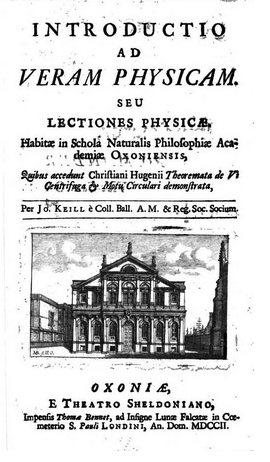
John Keill: Titelblatt von Veram Physicam (1702)

John Keill (* 1. Dezember 1671 in Edinburgh; † 31. August 1721 in Oxford) war ein britischer Mathematiker und Physiker. Er war Professor an der Universität Oxford und Vertrauter von Isaac Newton, den er in seinem Prioritätsstreit mit Leibniz verteidigte.

## Leben
Keill war der Sohn eines Anwalts in Edinburgh und studierte insbesondere Mathematik und Physik an der Universität Edinburgh bei David Gregory mit dem Abschluss M. A. 1692. Danach ging er mit Gregory nach Oxford, wo er ein Stipendium erhielt und am Balliol College 1694 seinen Master-Abschluss machte. Er hielt die ersten Vorlesungen über Newtons Philosophie und Physik in Oxford und wurde Lecturer für Experimentelle Philosophie, zuerst 1694 in seiner Kammer im Balliol College, später in Hart Hall. Dies war die erste solche Vorlesung an einer britischen Universität mit physikalischen Experimenten; seine Vorlesungsexperimente waren aber, wie die spätere Veröffentlichung zeigt, überwiegend Gedankenexperimente. Er veröffentlichte sie 1701 (Introductio ad veram physicam). 1703 wechselte er an das Christ Church College. 1699 wurde er Assistent des Sedleian-Professors für Naturphilosophie Thomas Millington (* 1628; † 1703/1704). Er trat aber weder diese Professur an, als der Lehrstuhl 1704 vakant wurde, noch die Savilian-Professur für Astronomie nach dem Tod von Gregory 1708. Er beschloss daher in den Regierungsdienst zu wechseln (unterstützt durch Robert Harley, den späteren Earl of Oxford) und betreute ab 1709 Flüchtlinge aus der Kurpfalz, die vor den Verheerungen durch die Armee Ludwigs XIV. flüchteten, und begleitete eine Gruppe auf der Schiffsreise nach Neuengland. 1711 kehrte er zurück und arbeitete 1712 bis 1716 als Kryptologe für die Regierung von Queen Anne. 1712 wurde er Savilian-Professor für Astronomie in Oxford, was er bis zu seinem Lebensende blieb. 1713 wurde er Doctor of Physic.
1700 wurde er Fellow der Royal Society.
Er war ein vehementer Verteidiger Newtons in dessen Prioritätsstreit um die Erfindung der Infinitesimalrechnung mit Leibniz, dem er in den Philosophical Transactions der Royal Society ein Plagiat vorwarf. Er gab auch das Commercium epistolicum heraus, eine Sammlung von Dokumenten zum Prioritätsstreit, hinter deren Herausgabe Newton stand. Seine Schriften dienten der Popularisierung Newtons und fanden auch in Kontinentaleuropa Widerhall, da sie teilweise ins Französische übersetzt wurden.
1715 gab er eine Elementargeometrie nach den ersten sechs Büchern Euklids heraus, in der er auch Trigonometrie und Logarithmen behandelte. 1725 veröffentlichte er in Leiden weitere seiner Physikvorlesungen.
In einem Buch 1698 griff er spekulative Kosmogonien von Thomas Burnet und William Whiston an, in denen er Einflüsse durch den „atheistischen“ Cartesianismus witterte und denen er die weniger spekulativen Theorien Newtons gegenüberstellte. Er griff auf ähnliche Weise auch Richard Bentley an. Er war einer der wenigen Vertreter der anglikanischen Hochkirche (High Church) im Umkreis Newtons (ein Onkel von ihm war Bischof von Aberdeen). Der Angriff auf Burnet verschaffte ihm das Wohlwollen und die Patronage des Dekans Aldridge des Christ Church College, der wahrscheinlich wesentlichen Einfluss darauf hatte, dass er Assistent von Millington wurde, in die Royal Society gewählt wurde und Fellow des Christ Church wurde sowie später den Savilian-Lehrstuhl erhielt.
1717 erregte seine Heirat mit einer viel jüngeren, gesellschaftlich unter ihm stehenden Frau einen Skandal in Oxford. Zwei Jahre vor seinem Tod erbte er ein erhebliches Vermögen von seinem Bruder, dem Anatomen und Iatromathematiker James (1673–1719), der mit der Unterstützung von John Keill versuchte, physikalische Methoden auf die Medizin anzuwenden.

## Schriften
- Introductio ad veram physicam, accedunt christiani Hugenii theoremata de vi centrifuga et motu circulari demonstrata, Oxford 1701 (im Anhang mit einem Versuch der Ableitung der von Christian Huygens eingeführten Zentrifugalkraft)
  - Englische Übersetzung: An Introduction to Natural Philosophy, or Philosophical Lectures Read in the University of Oxford. London, 1720
- An Examination of Dr Burnet’s Theory of the Earth. Together with Some Remarks on Mr Whiston’s New Theory of the Earth, Oxford, 1698 (in der Ausgabe von 1734 mit Dissertation on the Celestial Bodies von Pierre-Louis Moreau de Maupertuis)
- An Examination of the Reflections on the Theory of the Earth. Together with Some Remarks on Mr Whiston’s New Theory, Oxford, 1699 (Antwort auf die Verteidigung von William Whiston und Thomas Burnet gegen seine Kritik)
- Introductio ad veram astronomiam, selectiones astronomicae, Oxford, 1718
  - Englische Übersetzung: An Introduction to the True Astronomy; or, Astronomical Lectures. London 1721 (angefertigt auf Wunsch der Herzogin von Chandos und ihr gewidmet, auch ins Französische übersetzt)
- On the laws of Attraction and Other Principles of Physics, Philosophical Transactions of the Royal Society, Nr. 315 (1708), S. 97 (behandelt kurzreichweitige Kräfte zwischen kleinen Körpern)
- Euclides elementorum libri priores sex, 1715

Er schrieb auch ein Buch mit John Arbuthnot unter dem Pseudonym Martin Strong An Essay on the Usefulness of Mathematical Learning. In a Letter from a Gentleman in the City to His Friend at Oxford, London, 1701.